# Библиография на Дейвид Гемел
Това е списък с произведенията на английски и на български език на британския писател на фентъзи Дейвид Гемел.

## Серии

### Сага за Дренай (The Drenai Saga)
Фентъзи поредица за историята на нацията Дренай, която проследява различни герои през вековете на нейната история. Тя включва осем романа и един сборник с повести, представени тук по ред на публикуване:
1. Legend (1984), книга 9 по хронологичен ред 
Легенда, изд. „ИнфоДАР“, София (2010), прев. Александра Павлова
2. The King Beyond the Gate (1985), книга 10 по хронологичен ред 
Кралят отвъд портата, изд. „ИнфоДАР“, София (2011), прев. Симеон Цанев
3. Waylander (1986), книга 3 по хронологичен ред
4. Quest for Lost Heroes (1990), книга 11 по хронологичен ред
5. Waylander II: In the Realm of the Wolf (1992), книга 4 по хронологичен ред
6. The First Chronicles of Druss the Legend (1993) – сборник, книга 6 по хронологичен ред
7. The Legend of Deathwalker (1996), книга 7 по хронологичен ред
8. Winter Warriors (1996), книга 12 по хронологичен ред
9. Hero in the Shadows (2000), книга 5 по хронологичен ред

Към света на Дренай се причисляват и:
- Dawn of a Legend (1988) – разказ, в сп. Game Masters (Vol. 1, бр. 4/ декември)
- Knights of Dark Renown (1989) – роман, книга 1 по хронологичен ред
- Druss the Legend (1991) – новела, в компилацията „Drenai Tales“
- Morningstar (1992) – роман, книга 2 по хронологичен ред
- Birth of a Legend (1993) – повест, в „The First Chronicles of Druss the Legend“
- The Demon in the Axe (1993) – повест, пак там
- The Chaos Warrior (1993) – повест, пак там
- Winter Warriors (Preview) (1996) – глава, лимитирано издание

Романите от серията са издадени в следните компилации:
- Drenai Tales (1991) – част 1, 2 и 3
- Legends of the Drenai (1995) – част 1, 2 и 4
- Drenai Tales: Volume Two (2002) – части 4, 5 и 6
- Drenai Tales: Volume Three (2002) – част 7, 8 и 9

#### Скилганън Проклетия (Skilgannon the Damned)
Два романа от света на Дренай за Олек Скилгенън, известен с прозвището „Проклетият“, мечоносец, който владее легендарните мечове на Нощта и на Деня. Бивш генерал, той прекарва дълги години в служба на Джаяна, Кралицата на вещиците.
1. White Wolf (2003), книга 8 по хронологичен ред
2. The Swords of Night and Day (2004), книга 13 по хронологичен ред

### Сипстраси / Камъните на силата (SipstrassiилиStones of Power)
Поредица от седем романа от жанра „епично фентъзи“. Състои се от три отделни подсерии, чието действие се развива в една и съща вселена и които са свързани помежду си чрез Сипстраси – сбор от камъни с мистични свойства.

#### Македонски лъв / Гръцка серия (Lion of MacedonилиGreek Series)
Два романа за македонския генерал Парменион, чийто сюжет се базира на исторически събития от Древна Гърция, преплетени с фантастични елементи като свръхестествени създания и магьосничество.
1. Lion of Macedon (1991)
2. Dark Prince (1991)

#### Камъни на силата: Артурска подсерия (Stones of Power:Arthurian)
Двата романа пресъздават легендата за крал Артур.
1. Ghost King (1988)
2. Last Sword of Power (1988) 
Призрачният крал. Последният меч на силата, изд. „Бард“ (2001), прев. Милена Илиева, ISBN 954-585-209-7

#### Джон Шаноу / Човекът от Йерусалим (Jon ShannowилиJerusalem Man)
Три фентъзи романа за приключенията на главния герой Джон Шаноу в едно пост-апокалиптично бъдеще.
1. Wolf in Shadow (1987)
2. The Last Guardian (1989) 
Вълк в сянка. Последният пазител, изд. „Бард“ (2001), прев. Крум Бъчваров, ISBN 954-585-251-8
3. Bloodstone (1994)

Романите от поредицата „Сипстраси“ за издадени в следните компилации:
- Stones of Power: The Omnibus Edition (1988) – двата романа на Артурската подсерия
- Stones of Power: The Sipstrassi Omnibus (1992) – двата романа на Артурската подсерия и части 1 и 2 на „Джон Шаноу“.
- The Complete Chronicles of the Jerusalem Man (1995) – трите романа на подсерията „Джон Шаноу“
- Stones of Power: Omnibus (2014) – двата романа от Артурската подсерия.

### Кралицата-ястреб (Hawk Queen)
Два фентъзи романа за приключенията на Сигарни – Кралицата-ястреб. След кървавата битка при Колдън Мур войнствените Планинци губят своята независимост и живеят в мрачно подчинение на Пришълците. Само младото високопланинско момиче Сигарни, наричана „сребристокоса“, „принцеса“, „ловджийка“, носи кралска кръв във вените си. Онези, които успяват да надникнат в бъдещето, знаят, че на Север идва водач, произлизащ от „Железната ръка“ – най-могъщия от високопланинските крале.
1. Ironhand's Daughter (1995)
2. The Hawk Eternal (1995)

- Hawk Queen: Omnibus (2014) – компилация от част 1 и 2.

### Риганте (Rigante)
Тук влизат четири героични фентъзи романа с главен действащ герой клана Риганте от Келтойския народ (подобен на Шотландските високопланинци). В първите два романа от поредицата Риганте се изправя пред разрастващата се империя на Стоун (аналог на Римската империя в реалния свят). В следващите два романа действието се развива в далечното бъдеще, като новият враг е Варлиш. Основната тема на поредицата е издръжливостта на една горда култура, богата на магия и на близост с природата, която е изложена на риск да бъде погубена в сблъсъка ѝ с „цивилизацията“.
1. Sword in the Storm (1999) 
Меч в бурята, изд. „Бард“ (2016), прев. Владимир Зарков, ISBN 978-954-655-659-2
2. Midnight Falcon) (2000)
Среднощен сокол, изд. „Бард“ (2016), прев. Владимир Зарков, ISBN 978-954-655-674-5
3. Ravenheart (2001)
4. Stormrider (2002)

- Tales of the Rigante (1999) – компилация от част 1 и 2.

### Троя (Troy)
Трилогия от исторически фентъзи романи, последният от които е завършен от съпругата на Гемел – Стела след смъртта на автора през 2006 г. Те преосмислят периода на Троянската война и използват герои и събития от Илиада на Омир. Главните действащи лица са Хеликаон (Еней), Андромаха и Одисей.
1. Troy: Lord of the Silver Bow (2005) 
Троя: Повелителят на сребърния лък, изд. „ИнфоДАР“ (2005), прев. ?, ISBN 978-954-761-278-5
2. Troy: Shield of Thunder (2006) 
Троя: Гръмотевичния щит, изд. „ИнфоДАР“ (2008), прев. Симеон Цанев, ISBN 978-954-761-307-2
3. Troy: Fall of Kings (2007), със Стела Джемел
Троя: Гибелта на царете, изд. „ИнфоДАР“ (2008), прев. Симеон Цанев; Илиян Илиев, ISBN 978-954-761-327-0

## Самостоятелни художествени произведения

### Самостоятелни романи
- White Knight Black Swan (1993) – като Рос Хардинг, криминален трилър
- Dark Moon (1996) – епично фентъзи
- Echoes of the Great Song (1997) – епично фентъзи
- Rhyming Rings (2017) – криминален роман, посмъртно

## Документалистика
- Foreword (1988) – предисловие към „Ghost King“
- Principal Characters (1988), пак там
- Roman Names of British Settlements (1988), пак там
- Introduction (1991) – увод към „Drenai Tales“
- Author's Foreword (1991) – предисловие към „Lion of Macedon“
- Foreword (1992) – предисловие към „Stones of Power: The Sipstrassi Omnibus“
- Letter (1996) – писмо, във фен сп. Ansible (бр. 103)

## Графични произведения
- David Gemmell's Legend: A Graphic Novel (1993) – графичен роман на изд. Legend paperbacks, адаптация Стен Никълс
- Wolf in Shadow: Graphic Novel (1994) – графичен роман на изд. Legend paperbacks, адаптация Стен Никълс